# Zamana
Zamana is een geslacht van vlinders van de familie tandvlinders (Notodontidae), uit de onderfamilie Notodontinae.

## Soorten
- Z. argyrosticta Kiriakoff, 1962
- Z. bitia Stoll, 1780
- Z. brunneata (Gaede, 1928)
- Z. castanea (Wichgraf, 1922)
- Z. confusus Kiriakoff, 1962
- Z. griseicollis Kiriakoff, 1962
- Z. maxima (Gaede, 1928)
- Z. olivaceus Gaede
- Z. powelli Oberthür, 1912
- Z. takamukuanus Matsumura, 1925
- Z. ursipes (Walker, 1865)